# 3-(Dimethylamino)acrylonitril
3-(Dimethylamino)acrylonitril ist eine chemische Verbindung, die formal als Kondensationsprodukt von Dimethylamin und 3-Oxopropannitril gesehen werden kann.

## Gewinnung und Darstellung
3-(Dimethylamino)acrylonitril kann aus 3-Chloracrylonitril und Dimethylamin hergestellt werden, indem das 3-Chloracrylonitril in eine Diethylether-Lösung mit 2 Äquivalenten des Amins bei 0 °C getropft und die Reaktionsmischung sich nach dem Ende des Zutropfens bis zur Raumtemperatur aufwärmen gelassen wird. Das dabei in stöchiometrischen Mengen entstehende Nebenprodukt Dimethylammoniumhydrochlorid wird abfiltriert und das Produkt durch Vakuumdestillation isoliert.

## Eigenschaften
3-(Dimethylamino)acrylonitril ist ein Amphoter. Es kann wie ein Enamin als Nucleophil in Position 2 reagieren, aber z. B. auch wie ein Iminiumion als Electrophil in Position 3, wenn die Reaktionsmischung sauer ist. In Wasser ist 3-(Dimethylamino)acrylonitril stabil, während es in saurer Lösung zu 3-Oxopropannitril hydrolysiert. In wasserfreien organischen Säuren erhitzt dimerisiert es zu 4-(Dimethylaminomethylen)glutacononitril.

## Verwendung
3-(Dimethylamino)acrylonitril kann verwendet werden, um Diazoverbindungen zu Hydrazonomalononitrilen umzusetzen. Diese Transformation verläuft über 2-cyano-2-hydrazonoacetaldehyde als Zwischenstufen, welche im zweiten Schritt durch Kondensation mit Hydroxylamin zu den Produkten umgesetzt werden.

## Sicherheitshinweise
3-(Dimethylamino)acrylonitril hat einen Flammpunkt von 113 °C.